# Carsten Fischer
Carsten Fischer, född den 29 augusti 1961 i Duisburg, Tyskland, är en tysk landhockeyspelare.
Han tog OS-silver i herrarnas landhockeyturnering i samband med de olympiska landhockeytävlingarna 1984 i Los Angeles.
Han tog OS-silver igen i herrarnas landhockeyturnering i samband med de olympiska landhockeytävlingarna 1988 i Seoul.
Därefter tog Fischer OS-guld i herrarnas landhockeyturnering i samband med de olympiska landhockeytävlingarna 1992 i Barcelona.